# 시시 고등학교

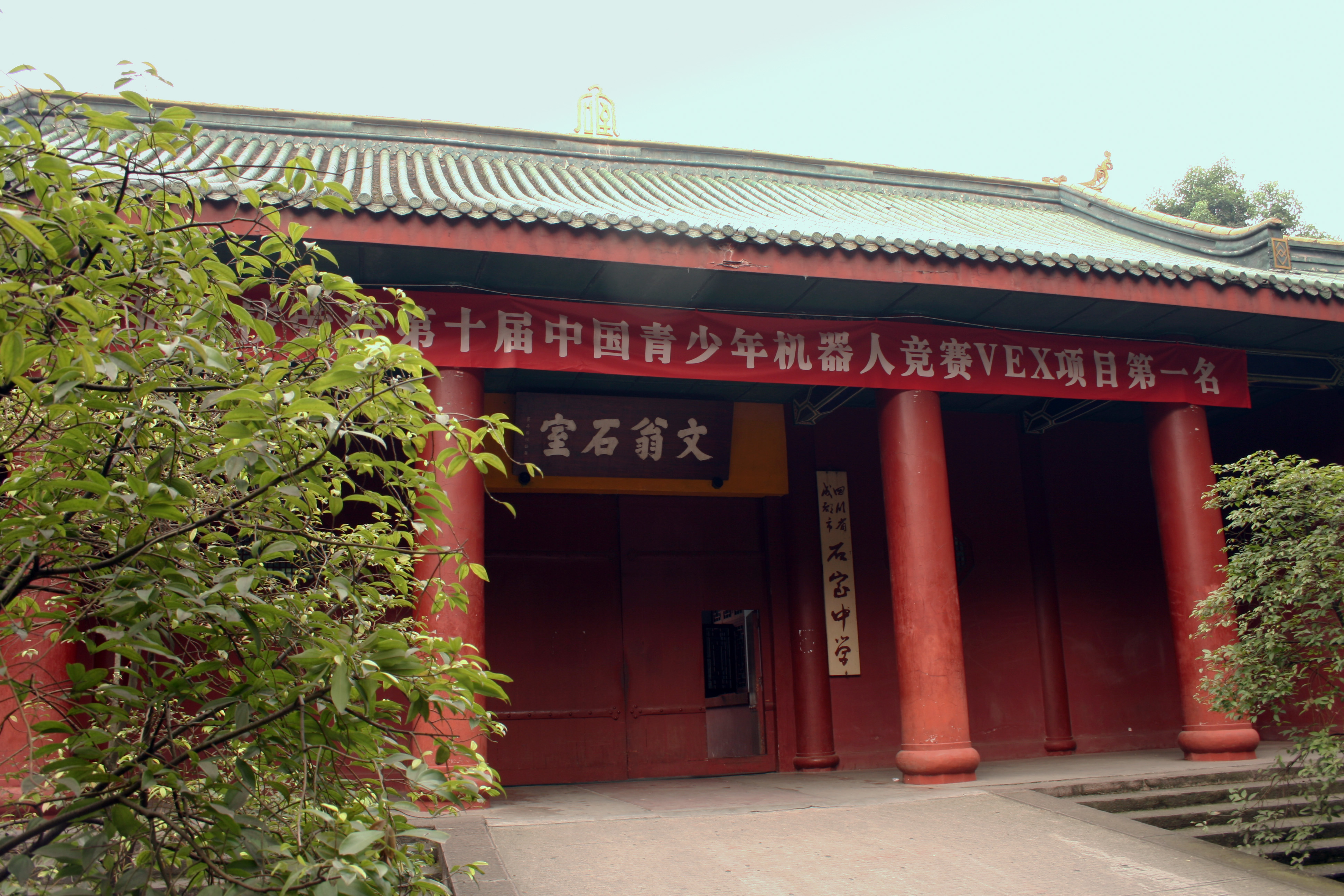
정문

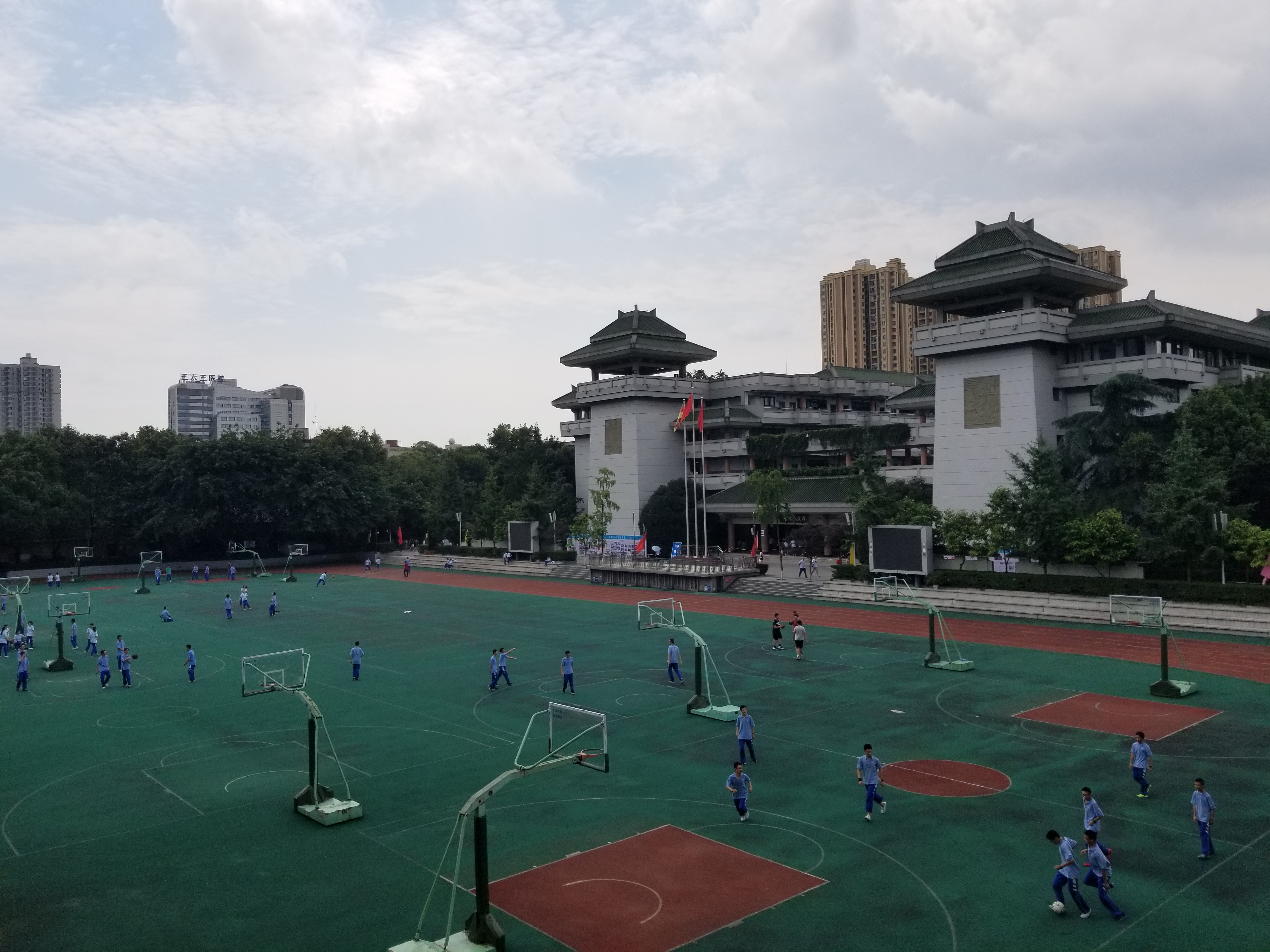
운동장 및 본관

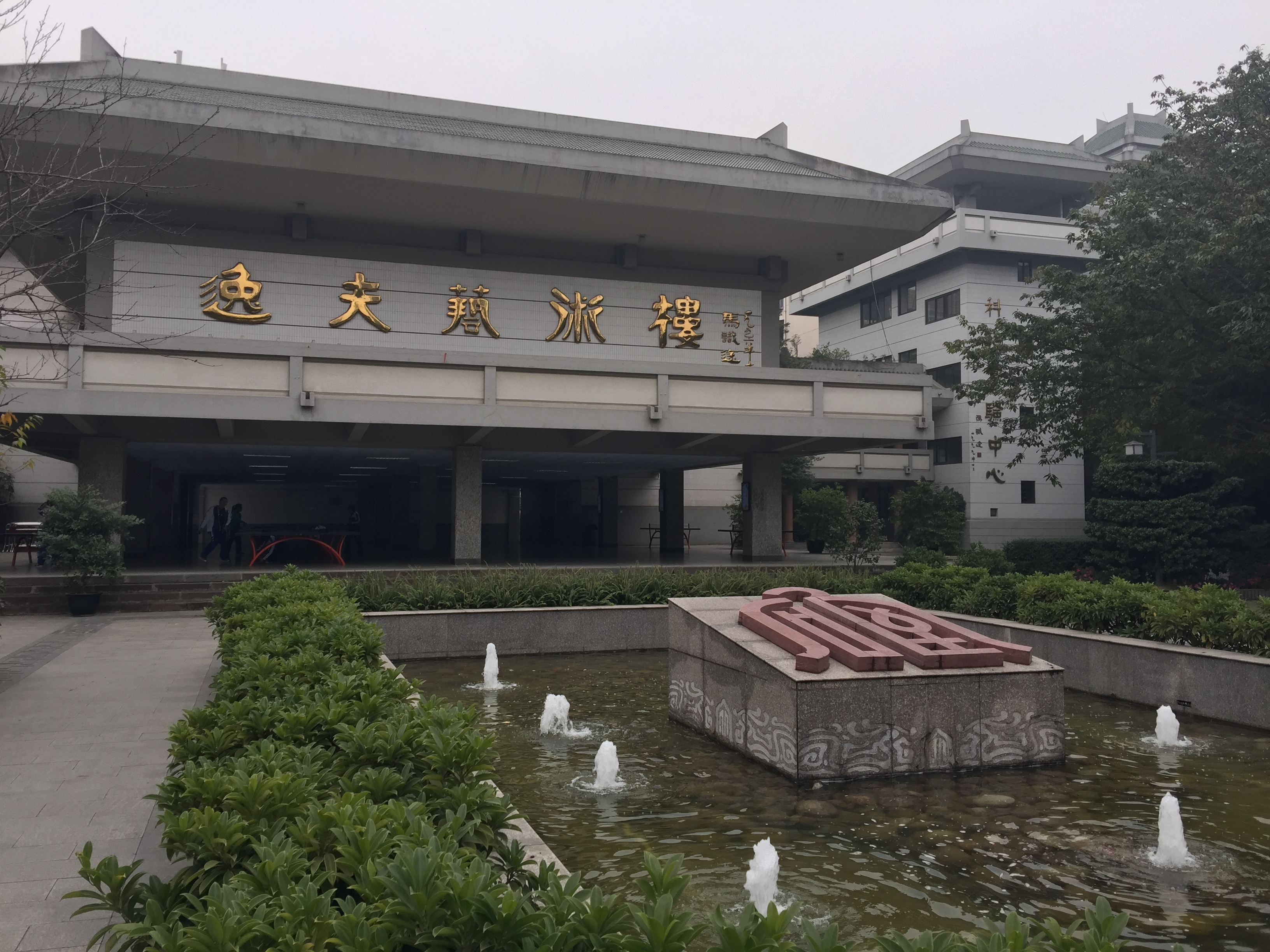
Sir Run Run Shaw Hall for Arts(逸夫藝術樓)

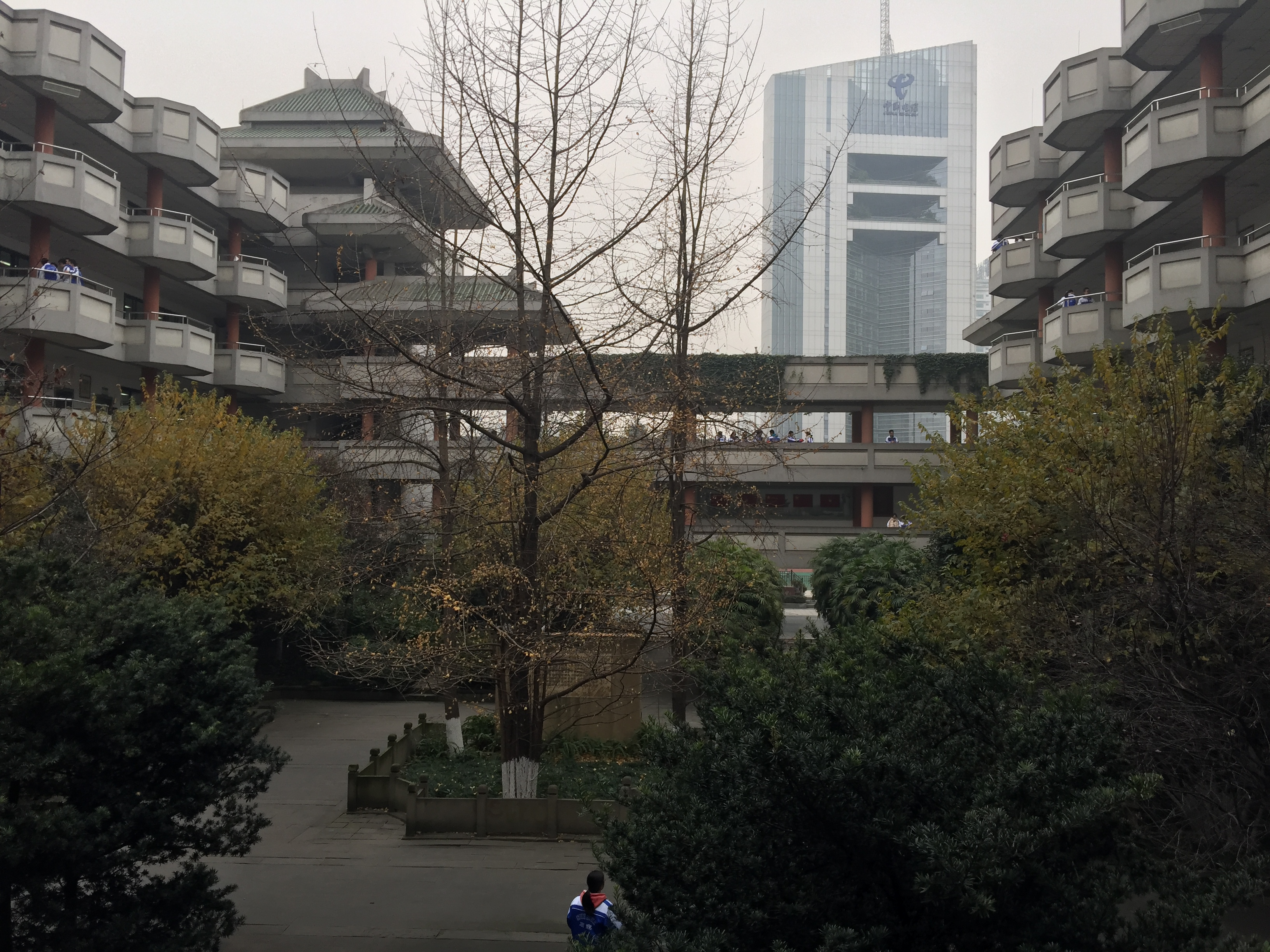
메인 안뜰

시시 고등학교 ( 중국어: 石室中学)는 중국 쓰촨성 청두에 있는 국립 중등학교이다. 기원전 143~141년 한(漢)나라 총독 문옹(文翁)이 세운 최초의 공립학교 부지에 세워졌다. 본래 돌로 지어졌기 때문에 석실(石室)이라는 이름이 붙었다. 이 학교는 또한 Wenweng Shishi( 중국어: 文翁石室 ), "Wen Weng의 석실"이라고도 알려져 있다.